# Sergio Romero
Sergio Germán Romero (sinh ngày 22 tháng 2 năm 1987) là một cầu thủ bóng đá người Argentina chơi ở vị trí thủ môn cho câu lạc bộ Boca Juniors ở Giải bóng đá vô địch quốc gia Argentina.
Anh đã ra sân 96 trận đấu cho đội tuyển quốc gia Argentina từ năm 2009. Romero là thành viên của đội tuyển Argentina tham dự 2 kỳ World Cup và hai kỳ Copa América. Đội tuyển bóng đá Argentina khi đó đều giành vị trí á quân tại mỗi giải đấu. Anh là thành viên của đội tuyển Olympic Argentina giành huy chương vàng tại Bắc Kinh 2008.

## Gia đình
Sergio Romero sinh ra và lớn lên tại Bernardo de Irigoyen, Misiones, Argentina. Anh có hai người anh trai chơi bóng rổ, Romero còn có biệt hiệu 'chiquito'.
Romero kết hôn với nữ ca sĩ, người mẫu, diễn viên Eliana Guercio, họ có với nhau một cô con gái.

## Sự nghiệp câu lạc bộ

### Racing Club de Avellaneda
Romero gia nhập Racing Club de Avellaneda vào lúc 19 tuổi vào năm 2006. Romero ra mắt với Racing Club de Avellaneda.

### AZ Alkmaar
Trong năm 2007, Romeo ký hợp đồng với câu lạc bộ bóng đá AZ của huấn luyện viên Louis van Gaal. Do anh bị chấn thương nên lựa chọn ban đầu đó là thủ môn đầu Boy Waterman, Romero có trận tại giải Giải vô địch bóng đá Hà Lan vào ngày 30 tháng 9 khi đối đầu với Heracles Almelo, cuối cùng anh trở thành một trụ cột của đội AZ.
Trong mùa giải 2008-09, Romero giữ sạch lưới 950 phút cho AZ từ tháng 10 đến tháng 12. Tuy nhiên, vào ngày 5 tháng 3 năm 2009, anh đã mắc một sai lầm khi bị cầu thủ Nourdin Boukhari của đội NAC Breda nâng tỉ số 2-1 ở vòng tứ kết KNVB Cup. Anh phản ứng sau khi trận đấu kết thúc bằng cách đấm vào cửa và tường của phòng thay đồ khiến gãy xương ở tay và phải chữa trị một thời gian quan trọng của mùa giải. ÔAnh trở lại vào ngày 26 tháng 4 sau khi thủ môn Joey Didulica đã bị chấn thương trong một cuộc va chạm với Luis Suárez. Cuối cùng AZ cũng giành chức vô địch Giải vô địch bóng đá Hà Lan, anh có trận ra mắt với các câu lạc bộ ở đấu trường UEFA Champions League và UEFA Europa League ở mùa giải sau.

### Sampdoria
Ngày 22 tháng 8 năm 2011, Romero đã được ký kết hợp đồng với câu lạc bộ UC Sampdoria, đội bóng bị xuống hạng mùa trước phải xuống thi đấu giải Serie B. Anh có trận ra mắt 4 ngày sau đó trên sân nhà khi tiếp đón Calcio Padova. Mùa giải kết thúc, Sampdoria ở vị trí thứ sáu và sau khi giành chiến thắng trước U.S. Sassuolo Calcio và AS Varese 1910 trong trận đấu loại, đội bóng giành suất lên hạng Serie A.
Đối với mùa giải 2013-14, Romero được đem đi cho mượn ở AS Monaco của giải Ligue 1 nhưng chỉ là sự lựa chọn thứ hai sau thủ môn Danijel Subasic. anh đã chơi 3 trận giúp đội hoàn thành ngôi nhì giải đấu sau Paris Saint-Germain. Sau khi trở về Sampdoria, anh cũng thường xuyên bắt dự bị cho thủ môn Emiliano Viviano.

### Manchester United
Ngày 27 tháng 7 năm 2015, Manchester United hoàn tất việc ký kết với Romero theo dạng chuyển nhượng tự do. Anh đã ký hợp đồng 3 năm với điều khoản gia hạn thêm một năm nữa và tái hợp với huấn luyện viên cũ Louis van Gaal.

## Thi đấu quốc tế

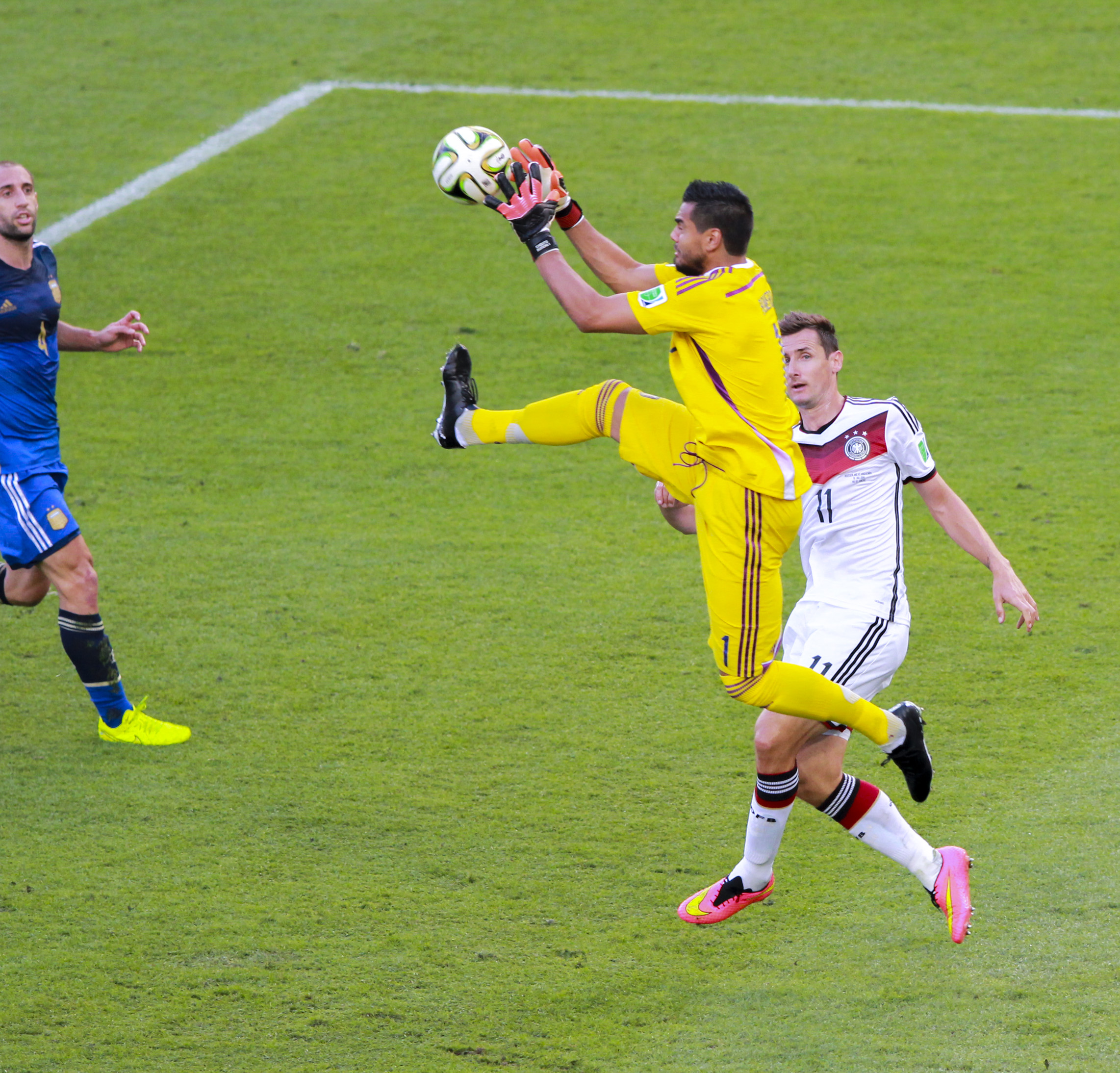
Romero đang bắt bóng trong trận chung kết FIFA World Cup 2014 với đội Đức

Romero cũng được gọi vào đội tuyển trẻ Argentina tại Giải bóng đá trẻ Nam Mỹ 2007 ở Paraguay và tham gia Giải U20 thế giới tại Canada. Ngày 8 tháng 8 năm 2007, Romero lần đầu tiên được bắt chính cho đội tuyển Argentina trong trận đấu giao hữu với Na Uy và Úc khi đó Argentina đều giành chiến thắng. Năm 2008, anh thay thế cho thủ môn Oscar Ustari tại Bắc Kinh 2008.
Romero được gọi vào đội tuyển Argentina được dẫn dắt bởi Diego Maradona, ra mắt huấn luyện viên mới vào ngày 9 tháng 9 năm 2009 trong trận chiến thắng 1–0 tại vòng loại World Cup 2010 gặp Paraguay và chơi trong trận thắng trước Uruguay tại Montevideo khi đó Argentina lọt vào vòng chung kết Giải bóng đá vô địch thế giới 2010. Anh đã ra sân tất cả năm trận tại World Cup 2010 khi đó Argentina dừng chân ở vòng tứ kết.
Romero là một sự lựa chọn cho vị trí thủ môn của huấn luyện viên Sergio Batista tham dự Copa América 2011 khi đó Argentina là chủ nhà, để thua Uruguay trên chấm phạt đền trong trận tứ kết. Anh vẫn giữ được vị trí thủ môn của mình như là lựa chọn số một dưới thời Huấn luyện viên mới Alejandro Sabella cho cho vòng loại FIFA World Cup 2014.
Romeo là thủ môn bắt chính của đội tuyển bóng đá tham dự vòng chung kết Giải bóng đá vô địch thế giới 2014. Trong trận bán kết, anh được bình chọn là cầu thủ xuất sắc nhất trận đấu  bởi đã cản phá thành công hai cú sút luân lưu 11m của Ron Vlaar và Wesley Sneijder, giúp cho tuyển Argentina giành chiến thắng 4-2 trong loạt sút luân lưu 11m để lọt vào trận chung kết Giải vô địch bóng đá thế giới 2014. Vào ngày 11 tháng 7, Romero có tên trong danh sách rút gọn ba cầu thủ xuất sắc nhất của FIFA, giải thưởng cho thủ môn tốt nhất của giải đấu do màn trình diễn của mình khi dẫn dắt đội bóng vào đến trận chung kết.
Tại Cúp bóng đá Nam Mỹ 2015, Romero cản phá cú sút luân lưu 11m của cầu thủ Juan Camilo Zúñiga trong loạt sút luân lưu sau khi trận đấu ở vòng tứ kết kết thúc không bàn thắng, giúp đội tuyển bóng đá Argentina giành chiến thắng trước Colombia ở Viña del Mar.
Sau kì World Cup 2018 không thành công của đội tuyển Argentina (thất bại trước Pháp với tỉ số 3-4 (đội sau đó đăng quang)), Sergio Romero chính thức chia tay đội tuyển quốc gia sau 9 năm gắn bó, tổng cộng anh đã thi đấu 96 trận.

## Đời tư
Mặc dù cao 6 feet 4 inch (1,93 m), Romero có biệt danh là "Chiquito" vì anh tương đối thấp so với các anh trai của mình, đặc biệt là Diego Romero, một cầu thủ bóng rổ cao đến 6 feet 9 inch (2,06 m).
Anh kết hôn với Eliana Guercio, người Argentina. Tháng 9 năm 2012, Sergio Romero lên chức bố lần thứ 2 khi vợ anh sinh đứa con thứ hai khiến anh bỏ lỡ một trận đấu.

## Thống kê sự nghiệp câu lạc bộ
Tính đến 10 tháng 8 năm 2020
| Câu lạc bộ          | Mùa giải            | Giải đấu            | Giải đấu | Giải đấu | Cúp quốc gia | Cúp quốc gia | Cúp liên đoàn | Cúp liên đoàn | Châu lục | Châu lục | Khác | Khác | Tổng cộng | Tổng cộng |  |
| Câu lạc bộ          | Mùa giải            | Hạng                | Trận     | Bàn      | Trận         | Bàn          | Trận          | Bàn           | Trận     | Bàn      | Trận | Bàn  | Trận      | Bàn       |  |
| ------------------- | ------------------- | ------------------- | -------- | -------- | ------------ | ------------ | ------------- | ------------- | -------- | -------- | ---- | ---- | --------- | --------- |  |
| Racing Club         | 2005–06             | Primera División    | 0        | 0        | —            | —            | —             | —             | —        | —        | —    | —    | 0         | 0         |  |
| Racing Club         | 2006–07             | Primera División    | 5        | 0        | —            | —            | —             | —             | —        | —        | —    | —    | 5         | 0         |  |
| Racing Club         | Tổng cộng           | Tổng cộng           | 5        | 0        | —            | —            | —             | —             | —        | —        | —    | —    | 5         | 0         |  |
| AZ                  | 2007–08             | Eredivisie          | 12       | 0        | 0            | 0            | —             | —             | 2        | 0        | —    | —    | 14        | 0         |  |
| AZ                  | 2008–09             | Eredivisie          | 28       | 0        | 3            | 0            | —             | —             | —        | —        | —    | —    | 31        | 0         |  |
| AZ                  | 2009–10             | Eredivisie          | 27       | 0        | 2            | 0            | —             | —             | 6        | 0        | 1    | 0    | 36        | 0         |  |
| AZ                  | 2010–11             | Eredivisie          | 23       | 0        | 3            | 0            | —             | —             | 5        | 0        | —    | —    | 31        | 0         |  |
| AZ                  | Tổng cộng           | Tổng cộng           | 90       | 0        | 8            | 0            | —             | —             | 13       | 0        | 1    | 0    | 112       | 0         |  |
| Sampdoria           | 2011–12             | Serie B             | 29       | 0        | 0            | 0            | —             | —             | —        | —        | 1    | 0    | 30        | 0         |  |
| Sampdoria           | 2012–13             | Serie A             | 32       | 0        | 1            | 0            | —             | —             | —        | —        | —    | —    | 33        | 0         |  |
| Sampdoria           | 2014–15             | Serie A             | 10       | 0        | 1            | 0            | —             | —             | —        | —        | —    | —    | 11        | 0         |  |
| Sampdoria           | Tổng cộng           | Tổng cộng           | 71       | 0        | 2            | 0            | —             | —             | —        | —        | 1    | 0    | 74        | 0         |  |
| Monaco (mượn)       | 2013–14             | Ligue 1             | 3        | 0        | 5            | 0            | 1             | 0             | —        | —        | —    | —    | 9         | 0         |  |
| Monaco (mượn)       | Tổng cộng           | Tổng cộng           | 3        | 0        | 5            | 0            | 1             | 0             | -        | -        | -    | -    | 9         | -         |  |
| Manchester United   | 2015–16             | Premier League      | 4        | 0        | 1            | 0            | 1             | 0             | 4        | 0        | —    | —    | 10        | 0         |  |
| Manchester United   | 2016–17             | Premier League      | 2        | 0        | 3            | 0            | 1             | 0             | 12       | 0        | 0    | 0    | 18        | 0         |  |
| Manchester United   | 2017–18             | Premier League      | 1        | 0        | 4            | 0            | 3             | 0             | 2        | 0        | 0    | 0    | 10        | 0         |  |
| Manchester United   | 2018–19             | Premier League      | 0        | 0        | 0            | 0            | 1             | 0             | 0        | 0        | —    | —    | 1         | 0         |  |
| Manchester United   | 2019-20             | Premier League      | 0        | 0        | 5            | 0            | 3             | 0             | 9        | 0        | —    | —    | 17        | 0         |  |
| Manchester United   | 2020–21             | Premier League      | 0        | 0        | 0            | 0            | 0             | 0             | 0        | 0        | —    | —    | 0         | 0         |  |
| Manchester United   | Tổng cộng           | Tổng cộng           | 7        | 0        | 17           | 0            | 9             | 0             | 28       | 0        | 0    | 0    | 61        | 0         |  |
| Tổng cộng sự nghiệp | Tổng cộng sự nghiệp | Tổng cộng sự nghiệp | 176      | 0        | 29           | 0            | 10            | 0             | 41       | 0        | 2    | 0    | 258       | 0         |  |

1. ↑  Cúp UEFA
2. ↑  Các trận tại UEFA Champions League
3. ↑  Các trận tại Johan Cruijff Shield
4. ↑  Các trận tại UEFA Europa League
5. ↑  Trận đấu Play-off thắng hạng Serie B

## Thống kê đội tuyển quốc gia
Tính đến 16 tháng 10 năm 2018
| Argentina | Argentina | Argentina |
| Năm       | Trận      | Bàn       |
| --------- | --------- | --------- |
| 2009      | 4         | 0         |
| 2010      | 11        | 0         |
| 2011      | 10        | 0         |
| 2012      | 9         | 0         |
| 2013      | 10        | 0         |
| 2014      | 13        | 0         |
| 2015      | 13        | 0         |
| 2016      | 15        | 0         |
| 2017      | 8         | 0         |
| 2018      | 3         | 0         |
| Tổng cộng | 96        | 0         |

## Thành tích

### Câu lạc bộ
AZ
- Eredivisie: 2008–09[8]
- Johan Cruijff Schaal: 2009

Manchester United
- UEFA Europa League 2016-17
- Cúp FA 2015-16
- FA Community Shield 2016
- League cup 2016-2017

### Quốc tế
Argentina U20
- FIFA U-20 World Cup: 2007[9]
- Giải vô địch bóng đá trẻ Nam Mỹ: Á quân 2007

U23 Argentina
- Thế vận hội Mùa hè 2008: Huy chương vàng 2008[10]

Argentina
- FIFA World Cup: Á quân 2014
- Copa América: Á quân 2015, 2016[11]